# Hyperolius leucotaenius
Hyperolius leucotaenius är en groddjursart som beskrevs av Laurent 1950. Hyperolius leucotaenius ingår i släktet Hyperolius och familjen gräsgrodor. IUCN kategoriserar arten globalt som starkt hotad. Inga underarter finns listade i Catalogue of Life.